# Carlo Pulcrano
Carlo Pulcrano (Acerra, 18 febbraio 1818 – Acerra, 12 giugno 1901) è stato un avvocato, prefetto e politico italiano.

## Biografia
Nacque ad Acerra il 18 febbraio 1818 da Pasquale Pulcrano (che all'epoca era il sindaco della città) e Orsola Muti.
Laureatosi in giurisprudenza all'Università di Napoli il 25 aprile 1837, intraprese presto la sua carriera nella Amministrazione provinciale del Regno delle Due Sicilie, iniziando il suo servizio quale relatore presso la Consulta generale del Regno. Fu sottointendente di Penne (Intendenza del Primo Abruzzo Ultra) e successivamente segretario generale dell'Intendenza di Molise. Rimase in servizio anche nell'Amministrazione del Regno d'Italia: fu sottoprefetto del circondario di Sant'Angelo dei Lombardi in provincia di Benevento e successivamente fu consigliere di prefettura e poi prefetto di Benevento: qui intraprese delle misure per contrastare il brigantaggio dopo l'unità d'Italia. Lasciò il servizio nel 1878.
Fu deputato alla Camera dei deputati del Regno d'Italia nella XIII e nella XIV legislatura, dal 1879 al 1882 per il collegio di Acerra; appartenne alla sinistra storica (di cui furono espressione i governi Cairoli e Depretis) votando contro provvedimenti di aggravio fiscale.
Sposò nel 1847 Clementina Daula, il cui padre Carlo aveva partecipato ai moti carbonari del 1820 e per tale motivo era stato condannato dalla Gran Corte “ai ferri per anni venticinque”. Fu cognato dello storico acerrano Gaetano Caporale (1815-1899), avendone l'illustre studioso sposato la sorella Filomena.
Ricevette le onorificenze di cavaliere della corona d'Italia, della croce dei santi Maurizio e Lazzaro, di ufficiale e di commendatore.
Morì ad Acerra il 12 giugno 1901.